# Slovenske fevdne prisege
Slovenske fevdne prisege (lat. Juramentum Sclauonicum) so prisežni obrazci v slovenskem jeziku, na podlagi katerih so v predjožefinski dobi prisegali slovensko govoreči plemiči in ostali prejemniki fevdov v deželah habsburške monarhije. Večina ohranjenih slovenskih fevdnih priseg izvira iz 17. stoletja.  

## Primer besedila t. i.Graškefevdne prisegeiz leta 1677
Vi boste oblubili, Inu persegli, timu naÿuetlostimu,
naÿmozhneschimu, inu naÿmogozhnimu Rimschimu Zesariu,
tudi Vogerskimu, inu Bemskimu Kralu
Gospodu Leopoldu Erzherzogu vu Österreichj
Herzogu vu Burgundi, vu Steirÿe, vu Korotanu
vu Craine, vu Birtembergo, Knesv, vu Tirolj, inu
vu Gorizi, Naschimu gnadlouistimu Gospodu, inu
nega Suetlostj Erbam, Suest, inu Pochoran bittj,
To blagu inu diaine kateru Vam, inu Vaschem
Erbam bode possodenu, od nega Zesarsche Suetlusti
kuliko krat pride Sa Schlushitj inu
Spet preieti, Inu ako ui kaku Sablagu Suedeste,
alli Spraschate taistu negouj Suetlostj Iskasati,
inu uidetsch Sturiti, kaku enimu Suestimu, inu
Pokornimu Schluschabniko prute Suoiemu Gospudo
Sturitj Se Spodobi, inu
on letu dopernesti ie douschan.
Odgovor fevdnika:
Kako meni ie sadai naprei brano, y Sapouedano,
Tako hozhim Sturiti, y Vuse dopernesti,
tako meni Bug pomosi, Sueta diua Maria,
Mate Bosia, y Vue Suetzi 